# Часовня на Голгофе
Часовня на Голгофе (Calvary Chapel) — это ассоциация Христианских церквей. Является неденоминационной, то есть не относит себя ни к одной из деноминаций христианства. Церкви, являющиеся членами ассоциации, могут, но не обязаны, называться «Часовня на Голгофе».
Символом Часовни на Голгофе является голубь, спускающийся с небес, олицетворяющий Святого Духа.

## История
Церковь была основана американским проповедником Чаком Смитом в 1965 году в городе Коста-Меса.
В 60-х годах в США часовня быстро приобрела популярность, потому что давала свободу верующим в поклонении Богу, в том числе в использовании рок музыки. На первые изучения Библии приходило всего 25 человек. То, что началось как маленькая часовня, выросло в церковь, которая могла разместить более 2000 человек и заполнялась почти каждый вечер.
Основной идеей создания было привлечение молодёжи к вере в Иисуса Христа. Чак Смит открыто отнёсся к поколению хиппи и сёрферов, приглашая их на служения церкви. Он предоставил место движению Святого Духа, которое распространилось от западного до восточного побережья США, приводя тысячи молодых людей к вере. Молодёжный журнал того времени примерно так описал первое крещение церкви: «Куча хиппи во главе со Смитом с радостью бегали в воду и обратно».
В 1969 году Часовня на Голгофе стал центром того, что позже стало известно как «движение Иисуса».
Среди новообращенных были музыканты, которые стали писать музыку для хвалы и поклонения.
В наше время Часовня на Голгофе — это множество церквей по всему миру, в том числе и в России.

## Вероучение
Вероучение определяется символом веры. Одними из доктрин, которые принимает Часовня на Голгофе являются:
- Евангелизм
- Sola scriptura
- Sola fide
- Вознесение
- Хилиазм

В Часовне на Голгофе принимают духовные дары и верят в продолжающуюся эффективность дара языков (но не в то, что этот дар является обязательным).

## Структура
Часовня на Голгофе имеет систему церковного управления, возглавляемую главным пастором. В целом она очень похожа на управление епископов, но при этом отдельным церквям даётся большая свобода в самоорганизации, ограниченная только исповедуемыми доктринами. Часовня на Голгофе не имеет формализованную систему церковного членства.